# Нассау (провінція)
Насса́у (нім. Nassau) — провінція Пруссії у складі Німеччини. Існувала у 1944—1945 роках. Адміністративний центр — місто Вісбаден. Провінція була створена в 1944 в ході реформи з приведення кордонів провінцій у відповідність до кордонів партійних гау. Сьогодні ця територія перебуває у складі ФРН і є частиною землі Гессен.

## Історія

### Створення провінції за Третього рейху

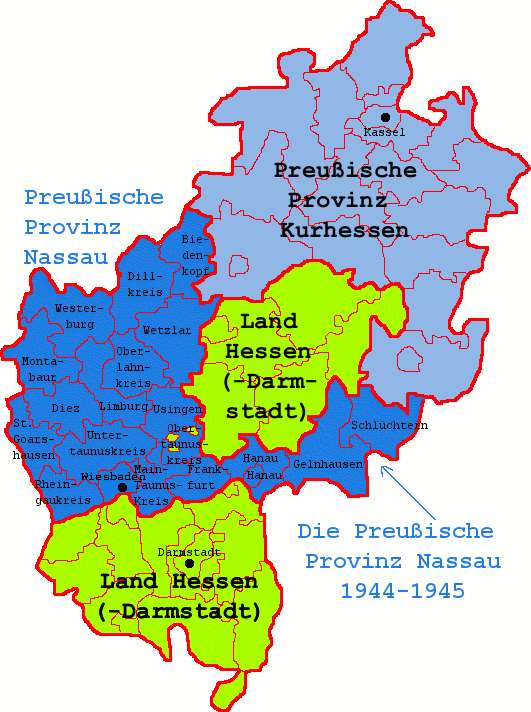
Адміністративні зміни згідно указу від 1 квітня 1944

Указом фюрера від 1 квітня 1944 року, з метою приведення до одноманітності кордонів адміністративних одиниць з партійними гау провінція Гессен-Нассау була скасована. Замість неї були створені дві самостійні провінції: адміністративний округ Вісбаден перетворився у нову провінцію Нассау, а адміністративний округ Кассель — у провінцію Кургессен. При цьому райони Ханау, Гельнхаузен і Шлюхтерн, а також позарайонне місто Ханау були передані з округу Кассель до округу Вісбаден, ставши таким чином частиною провінції Нассау. Положення указу набрали чинності з липня 1944 року.
Обер-президентом нової провінції Нассау був призначений Якоб Шпренгер, який одночасно виконував функції гауляйтера гау Гессен-Нассау та міністр-президента й рейхсштатгальтера для держави Гессен. Територія нової провінції Кургессен також повністю збігалася з територією однойменного гау.

### Післявоєнний розвиток
Провінція Нассау проіснувала недовго. У 1945 році її територія майже повністю опинилася в американській окупаційній зоні. При цьому західні частини опинилися у французькій зоні окупації. У вересні 1945 року указом американської військової адміністрації провінція Нассау була ліквідована.
Територія провінції Нассау (крім частини, що опинились у французькій окупаційній зоні) разом з частинами американської зони Кургессеном і провінціями Верхній Гессен і Штаркенбург Народної республіки Гессен (гесенська провінція Рейн-Гессен опинилась у французькій зоні) були об'єднані в нову землю Великий Гессен, з якої склалася сьогоднішня земля Гессен.
Території прусського Гессена, Що опинилися у французькій зоні окупації, були організовані в округ Монтабаур і разом з гесенською провінцією Рейн-Гессен в 1946 були об'єднані і утворили нову землю Рейнланд-Пфальц.

## Обер-президенти
Провінція за її недовгу історію мала одного обер-президента.
| Роки      | Обер-президент | Партія |
| --------- | -------------- | ------ |
| 1944-1945 | Якоб Шпренгер  | НСДАП  |